# Регенерація (біологія)
Регенера́ція — відновлення організмом структурних елементів тканини замість пошкоджених або загиблих. Це біологічний процес, за допомогою якого живі організми, як на клітинному, так і на тканинному рівнях, здатні відновлювати або замінювати пошкоджені або втрачені частини тіла, дозволяючи їм відновлювати свою форму та функціонування до здорового та функціонального стану. Це явище спостерігається в різних таксонах, включаючи тварин, рослин, грибів та певних мікроорганізмів, і має важливе значення для підтримки цілісності та адаптивності організму.
Регенерація може включати спектр механізмів, від проліферації та диференціації спеціалізованих клітин до реорганізації існуючих тканин. На клітинному рівні регенерація часто залежить від наявності стовбурових клітин, які мають здатність давати початок різним типам клітин і тканин. У деяких випадках регенеративні процеси можуть призводити до повного структурного та функціонального відновлення, наприклад, регенерація кінцівок у земноводних.

Молекулярно-генетичні основи регенерації є складною та динамічною областю дослідження. Вони включають активацію специфічних сигнальних шляхів, експресію генів, пов’язаних з регенерацією, і модуляцію імунних відповідей. Розуміння цих молекулярних механізмів має вирішальне значення для використання регенераційного потенціалу організмів і розробки регенеративних терапій для людської медицини.

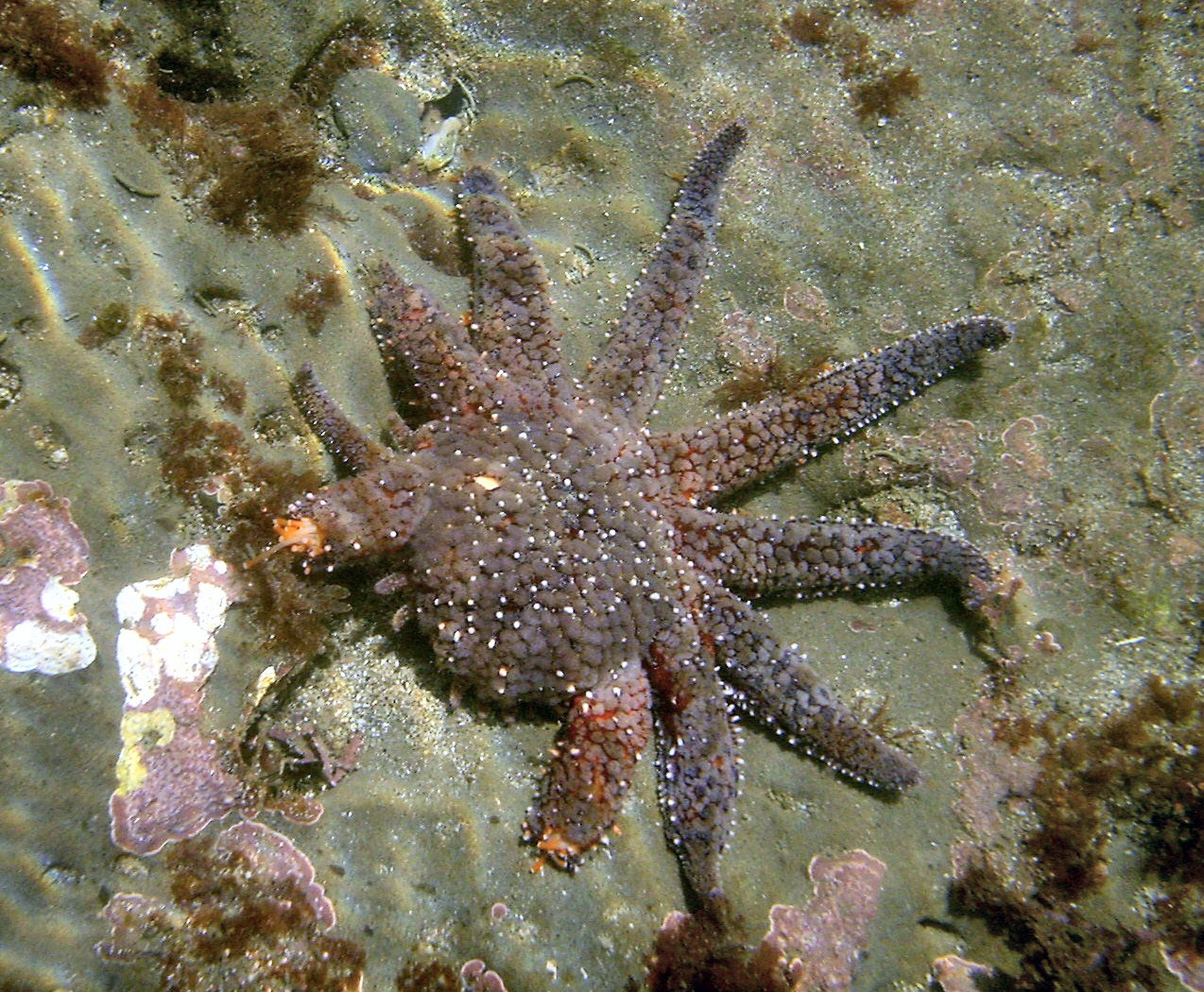
Морська зірка відрощує нові кінцівки після того, як старі були втрачені.

Регенеративна медицина вивчає принципи та методи регенерації пошкоджених тканин та органів у людей чи тварин. Використання в поєднанні стовбурових клітин, біоматеріалів, генетичного та епігенететичного перепрограмування клітин, тканинної інженерії та адитивних технологій, зокрема біодруку та друку органів, можуть сприяти регенерації тих чи інших тканин тіла та відновлення їх функцій в організмі.

## Загальні відомості
Регенерація (від лат. regeneratio — відродження) — процес відновлення організмом втрачених або пошкоджених структур.
Здатність відновлювати цілісність організму є фундаментальною властивістю живих істот. Регенерація зустрічається у всіх розгалуженнях філогенетичного дерева — від найпростіших до вищих ссавців і протягом всього онтогенезу — від раннього ембріона на стадії дроблення до найстаріших представників в популяції. Чому будь-який орган у одного виду здатний до регенерації, а у близького виду ні — ці обставини активно досліджються на предмет можливості активації регенерації в організмах, в яких, як вважалось, регенерація не властива.
Розрізняють такі форми регенерації:
1. Внутрішньоклітинна — молекулярна, внутрішньоорганоїдна та органоїдна регенерації.
2. Клітинна регенерація — в основі має прямий та непрямий поділ клітин.

## Види регенерації

### Фізіологічна регенерація
Відбувається протягом усього життя організму і характеризується оновленням клітин слизових, серозних оболонок, внутрішніх органів, різних тканин, залежно від зміни умов їх існування в процесі виконання тих або інших функцій. Подібна регенерація постійно відбувається, наприклад, у покривному епітелії, в якому періодично спостерігається десквамація ороговілих клітин із заміною їх клітинами глибших шарів, що розмножуються; аналогічним чином відбувається також розмноження та дозрівання в кістковому мозку еритроцитів, лейкоцитів тощо.
У високодиференційованих клітинах, де регенерація за рахунок клітинного поділу неможлива, цей процес характеризується періодичним оновленням тих або інших внутрішньоклітинних органел (головний мозок, серце тощо).
Репаративна (відновна) регенерація є по суті посиленою фізіологічною регенерацією у хворому організмі. Іншими словами, під час захворювання фізіологічна регенерація «трансформується» в репаративну, яка після одужання хворого знову повертається в рамки фізіологічної.

### Репаративна регенерація
Буває у двох формах. У першому випадку некроз, що є наслідком патологічного процесу, поступово заміщується тканиною, ідентичною тій, що загинула, і місце пошкодження зникає безслідно. Такий вид регенерації називають повним, або реституцією. Подібна форма особливо характерна для тих органів і тканин, в яких регенерація відбувається тільки в клітинній формі (кістковий мозок, епідерміс, епітелій слизових оболонок та ін.). Але в окремих випадках вона може спостерігатись і там, де репаративна регенерація відбувається як шляхом поділу клітин, так і за рахунок гіперплазії внутрішньоклітинних структур. Ці зміни зникають безслідно при одужанні хворого, причому структура окремих клітин та тканин не відрізняється від норми. В інших випадках нормалізація порушених функцій забезпечується за рахунок гіперплазії клітин (та внутрішньоклітинних структур) не в місці пошкодження, а в навколишніх тканинах. Сама ж ділянка некрозу поступово заповнюється сполучною тканиною, яка в подальшому трансформується в рубець. Така форма називається неповною регенерацією, або субституцією. Цей вид регенерації найчастіше відбувається в органах, де переважає внутрішньоклітинна «ГГ форма» (центральна нервова система, серце). Так, наприклад, в міокарді ділянки некрозу завжди організуються з формуванням кардіосклерозу, а відновлення скоротливої функції серцевого м'яза забезпечується збільшенням кількості ядерних та цитоплазматичних ультраструктур у життєздатних клітинах, які таким чином гіпертрофуються.

### Патологічна регенерація
Патологічна регенерація це така, що перебігає не так, як у звичайних умовах. Виникає при спотворенні ходу регенераторного процесу. Це спостерігається при порушенні харчування (білкова, вітамінна недостатність), нервової регуляції, гормональних розладах, пригніченні імунних реакцій і характеризується сповільненням або спотворенням регенерації. У цих випадках загоєння рани, перелому кістки затримується і набуває в'ялого перебігу, виникають виразки, що не загоюються, колоїдні рубці, несправжні суглоби та ін. Патологічна регенерація спостерігається, як правило, при відсутності загальних та місцевих умов. Основними загальними умовами є вік і стан хворого. В молодому віці репаративні процеси перебігають значно інтенсивніше, ніж у похилому і старечому. В ослабленої, виснаженої хворобою людини процеси репарації є в'ялими і нерідко набувають форми патологічної регенерації. I навпаки, у фізично здорових людей звичайно спостерігають інтенсивний перебіг процесів відновлення тканин. Велику роль в цьому відіграє повноцінна регуляція репаративних процесів нейроендокринною системою. Серед місцевих умов, що визначають перебіг процесу регенерації, слід назвати характер агента що завдав шкоди й особливості пошкодження тканини.

У тваринному світі з підвищенням рівня організації здатність до регенерації зменшується. Так, у птахів і ссавців (і людини, зокрема) регенерація проявляється лише в загоєнні ран, зростанні кісток, поновленні клітин і тканин. Здатність до регенерації добре розвинена у рослин. Вони можуть відновлювати пошкоджені тканини та органи, а також цілісний організм з певної його частини. Важлива роль у процесах регенерації у вищих рослин належить твірній тканині, клітини якої здатні ділитися, диференціюватись і давати початок різним типам клітин. Процеси регенерації у рослин регулюють біологічно активні речовини — фітогормони, які стимулюють поділ і диференціацію клітин в ушкоджених ділянках.

## Регенеративна медицина
Основа стаття — Регенеративна медицина.
Регенеративна медицина — процес регенерації або заміни людських або тваринних клітин, тканин або органів для відновлення або встановлення здорової функції.
Основні напрями — активація та використання стовбурових клітин, епігеномне перепрограмування та редагування генома, тканинна інженерія, друк органів, генотерапія, молекулярна та наномедицина, нейроінженерія та інші.
Регенеративна медицина формується на стику медицини, біомедицини та біомедичної інженерії.

### Дослідженняin vivo

#### Нервова система
Нервова система складається з нервової тканини, яка є однією з найскладніших для регенерації. (див. Інженерія нервової тканини, Органоїд). Тим не менш, дослідження на мишах 2023 року, опубліковане в npj Regenerative Medicine, що досліджувало використання мозкових органоїдів для відновлення функціональної нервової тканини в місці ураження після ішемічного інсульту, показало:
"...Через кілька місяців ми виявили, що трансплантовані органоїди добре вижили в ураженому інфарктом ядрі, диференціювалися в цільові нейрони, відновлювали інфарктну тканину, посилали аксони до віддалених мішеней мозку та інтегрувалися в нейронний ланцюг господаря, тим самим усуваючи сенсомоторні дефекти поведінки мишей, які перенесли інсульт, тоді як трансплантація дисоційованих окремих клітин з органоїдів не привела до відновлення ураженої інфарктом тканини."

#### Серцево-судинна система
Дослідження 2023 року на свинях, опубліковане в npj Regenerative Medicine, дійшло до висновку, що клітини попередники серцевих міоцитів (КПМ), отримані зі стовбурових клітин, є багатообіцяючою можливістю для лікування інфаркту міокарда у регенеративній кардіології:
"...Функціональні дослідження серця [після лікування стовбуровими клітинами] виявили значне покращення фракції викиду лівого шлуночка через чотири та дванадцять тижнів після трансплантації клітин попередників міоцитів (КПМ). Ми також спостерігали значне покращення товщини стінки шлуночка та зменшення розміру інфаркту після трансплантації клітин попередників міоцитів (p = 0,05). Імуногістологічний аналіз виявив in vivo дозрівання КПМ у кардіоміоцити... Важливо, що всі свині вижили без утворення будь-яких пухлин або аномалій... Ми робимо висновок, що плюрипотентні КПМ, отримані зі стовбурових клітин, є багатообіцяючою можливістю для лікування інфаркту міокарда і що вони можуть позитивно впливати на регенеративну кардіологію."

## Додаткова література

### Книги
- Chakravorty Nishant; Shukla Praphulla Chandra (2023). Regenerative medicine: emerging techniques to translation approaches. — Springer Nature, Singapore. ISBN 978-981-19-6008-6.
- Blanchoud Simon; Galliot Brigitte, ред. (2022). Whole-Body Regeneration: Methods and Protocols. Methods in Molecular Biology (англ.). Springer Nature, New York. ISBN 978-1-0716-2171-4.
- Kenneth D. Poss, Bernhard Kühn (2020). Cardiac Regeneration: Methods & Protocols. Methods in Molecular Biology. New York, NY: Humana, Springer. с. 346. ISBN 978-1-0716-0667-4.
- Atala Anthony; Ланца Роберт; Mikos Antonios G.; Nerem Robert M. (2019). Principles of regenerative medicine (вид. 3rd edition). London, U.K. ISBN 978-0-12-809893-6.
- Duscher Dominik; Shiffman Melvin A. (2019). Regenerative medicine and plastic surgery: elements, research concepts and emerging technologies. Cham. ISBN 3-030-19958-4.
- Серія книг Regenerative Medicine: From Protocol to Patient. (2011-2016). Springer, Switzerland. ISBN 978-3-319-28386-9.

### Журнали
- Regenerative Medicine
- npj Regenerative Medicine (сайт)
- Regenerative Therapy
- Regenerative Engineering and Translational Medicine

### Статті
- Wang Guan; Wang Yanglu; Lyu Yulin; He Huanjing; Liuyang Shijia; Wang Jinlin; Sun Shicheng; Cheng Lin та ін. (2023-06). Chemical-induced epigenome resetting for regeneration program activation in human cells. Cell Reports 42 (6). doi:10.1016/j.celrep.2023.112547.
- Morsczeck Christian (2023-06). Dental stem cells for tooth regeneration: how far have we come and where next? Expert Opinion on Biological Therapy (англ.) 23 (6). doi:10.1080/14712598.2023.2208268.
- McKinley Kara L.; Longaker Michael T.; Naik Shruti (2023-05). Emerging frontiers in regenerative medicine. Science (англ.) 380 (6647). doi:10.1126/science.add6492.
- Matchett Kp; Wilson-Kanamori,Jr; Brice M та ін. (2023-02). Multimodal decoding of human liver regeneration. (англ.). doi:10.1101/2023.02.24.529873.
- Clifford Tanner; Finkel Zachary; Rodriguez Brianna; Joseph Adelina; Cai Li (2023-01). Current Advancements in Spinal Cord Injury Research—Glial Scar Formation and Neural Regeneration. Cells (англ.) 12 (6). doi:10.3390/cells12060853.
- Xie Ning; Chu Sabrina N.; Schultz Cassandra B.; Chan Sunny S. K. (2023-01). Efficient Muscle Regeneration by Human PSC-Derived CD82+ ERBB3+ NGFR+ Skeletal Myogenic Progenitors. Cells (англ.) 12 (3). doi:10.3390/cells12030362.
- Yu Ling; Dawson Lindsay A.; Yan Mingquan; Zimmel Katherine; Lin Yu-Lieh; Dolan Connor P.; Han Manjong; Muneoka Ken (2019). BMP9 stimulates joint regeneration at digit amputation wounds in mice. Nature Communications (англ.) 10 (1). с. 424. doi:10.1038/s41467-018-08278-4.
- Van Haele Matthias; Snoeck Janne; Roskams Tania (2019). Human Liver Regeneration: An Etiology Dependent Process. International Journal of Molecular Sciences (англ.) 20 (9). doi:10.3390/ijms20092332.